# Corrupção na Namíbia
A corrupção na Namíbia se estende desde a era pré-colonial até os dias atuais. Após a independência em 1990, os problemas de corrupção e fraude continuaram, com casos envolvendo desvio de fundos estatais e recursos, suborno e corrupção em licitações e contratos governamentais, além de apropriação indevida de verbas destinadas a programas sociais e projetos de desenvolvimento.

## Contexto

### Era pré-colonial
A corrupção existia sob diversas formas, como nepotismo e desvio de verbas, dentro das sociedades tradicionais. Líderes tribais e anciãos frequentemente abusavam de seu poder para benefício pessoal.

## Era colonial (1884–1990)
O Império Alemão e, mais tarde, a África do Sul exploraram os recursos da Namíbia, fomentando uma cultura de corrupção. A corrupção foi institucionalizada por meio das políticas do apartheid, que favoreciam os interesses da minoria branca.

### Exploração de recursos
As potências coloniais exploraram os recursos naturais da Namíbia, como diamantes, cobre e gado, em benefício próprio. A exploração de recursos durante a era colonial da Namíbia refere-se à extração injusta e abusiva dos recursos naturais do país por potências coloniais, especialmente a Alemanha e a África do Sul, em benefício próprio. Essa exploração foi caracterizada por acordos de terras injustos, nos quais os colonizadores tomavam à força as terras dos povos indígenas, muitas vezes sem compensação ou consentimento, e as usavam para seu próprio ganho. Os colonizadores extraíam recursos naturais como diamantes, cobre e gado sem se preocupar com os impactos ambientais ou sociais. Também impuseram acordos comerciais desiguais, explorando os recursos da Namíbia enquanto pagavam royalties ou impostos mínimos. O trabalho forçado foi outro aspecto da exploração, em que os colonizadores obrigavam os indígenas a trabalhar em minas, fazendas e outras indústrias sob condições severas e com pagamento mínimo.
Autoridades coloniais alemãs como o governador Heinrich Göring, pai de Hermann Göring, supervisionaram a exploração dos recursos da Namíbia. Políticos sul-africanos como Hendrik Verwoerd implementaram políticas para manter o apartheid e explorar os recursos do país. Líderes empresariais como Sir Ernest Oppenheimer controlavam a indústria de diamantes e exploravam os recursos diamantíferos da Namíbia. Cecil John Rhodes também desempenhou um papel importante na exploração de recursos, particularmente diamantes e terras.

### Expropriação de terras
Os colonizadores tomaram terras dos povos indígenas, muitas vezes por meio de remoções forçadas, deslocamentos e violência, levando à significativa perda de posse e cidadania. A expropriação de terras durante a era colonial da Namíbia refere-se à remoção forçada dos povos indígenas de suas terras, que foram então ocupadas pelas potências coloniais. Esse processo foi muitas vezes violento e envolveu o deslocamento de comunidades inteiras, levando à perda de meios de subsistência, patrimônio cultural e identidade. Autoridades coloniais alemãs, como o governador Heinrich Göring, implementaram políticas visando o controle das terras dos povos indígenas. Declararam grandes áreas como "Terras da Coroa" e removeram à força os povos de seus territórios ancestrais. 

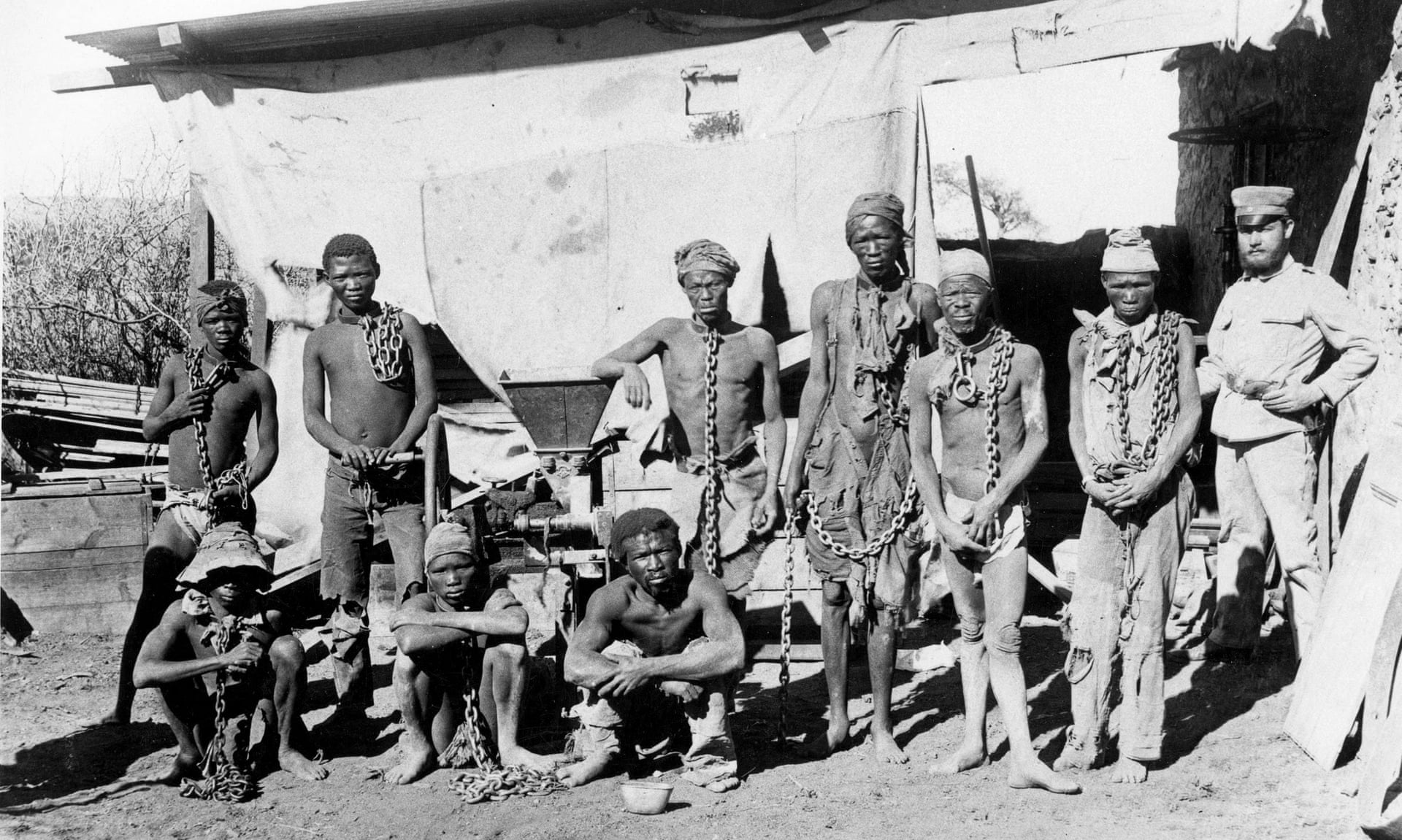
Prisioneiros das tribos Herero e Nama durante a guerra de 1904–1908 contra a Alemanha.

 O Genocídio Herero e Namaqua (1904–1907) é um exemplo notável de expropriação de terras. Tropas coloniais alemãs removeram à força os Herero e Namaquas de suas terras, levando à morte de dezenas de milhares de pessoas. Os sobreviventes foram forçados a viver em campos de concentração, onde enfrentaram trabalho forçado, fome e condições brutais.
O Plano Odendaal (décadas de 1960 e 1970) é outro exemplo, quando autoridades sul-africanas, incluindo Hendrik Verwoerd e B.J. Vorster, implementaram um plano para remover à força os povos indígenas de suas terras, criando "pátrias" ou "Bantustões". Isso levou ao deslocamento de centenas de milhares de pessoas, forçadas a viver em áreas empobrecidas e com acesso limitado a recursos.
Indivíduos envolvidos na expropriação de terras incluem autoridades coloniais alemãs como Heinrich Göring, que supervisionaram a remoção forçada de povos indígenas. Hendrik Verwoerd e B.J. Vorster implementaram políticas para deslocar os indígenas e tomar o controle de suas terras. Especuladores fundiários e colonos também lucraram com o deslocamento dos povos indígenas.

### Segregação racial
As políticas do Apartheid institucionalizaram a discriminação, com os brancos detendo o poder e a riqueza, enquanto os negros eram marginalizados e excluídos das oportunidades econômicas. A história da Namíbia de segregação racial, também conhecida como apartheid, foi um sistema de discriminação e opressão racial institucionalizada imposto pelo governo sul-africano de 1948 a 1990. Esse sistema foi caracterizado pela desapropriação de terras, em que os povos indígenas foram forçadamente removidos de suas terras, que foram então entregues a colonos brancos. A reserva de empregos restringia determinados cargos e setores apenas para pessoas brancas. O desenvolvimento separado forçava os negros a viverem em áreas empobrecidas, com acesso limitado a recursos. As leis do passe exigiam que os negros carregassem documentos de identificação o tempo todo, restringindo sua movimentação. A educação bantu oferecia uma educação precária às crianças negras, projetada para prepará-las para trabalhos braçais.
A corrupção era desenfreada nesse período, com autoridades desviando fundos destinados a projetos de desenvolvimento e aceitando subornos de empresas em busca de favores. Hendrik Verwoerd, conhecido como o "arquiteto do apartheid", foi uma figura-chave na implementação e execução das políticas de segregação racial. B.J. Vorster, ex-policial e Ministro da Justiça, supervisionou a aplicação das leis do apartheid e esteve envolvido em escândalos de corrupção. P.W. Botha, o último presidente da era do apartheid, tentou reformar o sistema, mas acabou por perpetuá-lo. Magnus Malan, ex-Ministro da Defesa, esteve envolvido em corrupção e desvio de verbas relacionados a acordos de armas. Adriaan Vlok, ex-Ministro da Lei e da Ordem, foi implicado em abusos dos direitos humanos e corrupção.

### Desvio de fundos e fraude
Administradores e autoridades coloniais praticavam atos de corrupção, como desvio de fundos, fraude e suborno, com impunidade. Durante o apartheid, o desvio de recursos e a fraude eram utilizados para desviar verbas destinadas a projetos de desenvolvimento nos bairros negros, desviar dinheiro de departamentos governamentais e empresas estatais, além de adquirir fraudulentamente terras e bens pertencentes a povos indígenas.
O ex-ministro do governo Andimba Toivo ya Toivo foi implicado em um escândalo de corrupção envolvendo a apropriação indevida de fundos públicos. A ex-política da SWAPO, Tessie Willemse, foi condenada por desviar recursos destinados a programas sociais. O ex-CEO da Namibia Development Corporation, Kenneth Silver, foi acusado de desviar milhões de dólares em fundos do governo. O ex-Ministro das Finanças, Gert Hanekom, foi implicado em um escândalo de corrupção envolvendo o uso indevido de verbas públicas.

### Nepotismo e favoritismo político
Os colonizadores favoreciam seus parentes e aliados, concedendo contratos e cargos sem mérito ou transparência. Durante o apartheid, o nepotismo e o favoritismo político eram usados para manter o domínio da minoria branca, com cargos de poder reservados àqueles com ligações ao partido governante. Após a independência em 1990, o nepotismo e o favoritismo continuaram, com o partido no poder, a SWAPO, sendo acusado de nomear leais ao partido e membros da família para cargos-chave, muitas vezes sem as qualificações adequadas.
O ex-presidente Sam Nujoma nomeou seu filho, Zack Nujoma, para vários cargos de destaque, incluindo CEO da estatal Namibia Development Corporation. O ex-presidente Hifikepunye Pohamba nomeou seu filho, Kaupu Pohamba, como chefe da Namibia Revenue Agency. O ex-Ministro de Minas e Energia, Isak Katali, concedeu licenças de mineração a empresas ligadas a seus familiares. O ex-Ministro das Finanças, Calle Schlettwein, nomeou seu irmão, Andreas Schlettwein, como chefe do Namibia Investment Center.
Essas nomeações frequentemente resultaram em acusações de favoritismo, corrupção e má gestão, comprometendo o desenvolvimento econômico do país e perpetuando a desigualdade. O nepotismo e o favoritismo político também levaram à marginalização de indivíduos qualificados e à manutenção de um sistema de clientelismo, no qual a lealdade ao partido no poder é recompensada com cargos de influência e autoridade.

### Supressão da resistência
As potências coloniais reprimiram brutalmente a resistência anticolonial, utilizando força, intimidação e coerção para manter o controle. A corrupção na Namíbia associada à supressão da resistência refere-se ao uso de práticas corruptas por aqueles no poder para silenciar e reprimir a oposição, a dissidência e a resistência. Isso tem sido uma característica persistente da história da Namíbia, particularmente durante a era do apartheid e os primeiros anos de independência.
Durante o apartheid, o governo sul-africano e seus agentes na Namíbia usaram a corrupção para reprimir a resistência de ativistas e organizações anti-apartheid. Isso incluía subornar autoridades para ignorarem abusos de direitos humanos, desviar fundos destinados a projetos de desenvolvimento para financiar campanhas de propaganda e usar recursos estatais para intimidar e silenciar opositores. Após a independência em 1990, a corrupção continuou a ser usada para suprimir a resistência, com o partido governante SWAPO sendo acusado de usar recursos estatais para silenciar vozes da oposição. Isso incluía nomear aliados leais para cargos-chave, conceder contratos do governo a empresas ligadas ao partido e usar a mídia estatal para divulgar propaganda partidária.
Exemplos de indivíduos envolvidos em corrupção associada à supressão da resistência incluem o ex-presidente Sam Nujoma, acusado de usar recursos estatais para silenciar vozes da oposição e intimidar críticos. O ex-ministro do Interior, Jerry Ekandjo, esteve envolvido em um escândalo de corrupção relacionado ao uso indevido de fundos públicos para financiar atividades políticas partidárias. O ex-comissário da polícia, general Sebastian Ndeitunga, foi acusado de usar recursos da polícia para reprimir protestos da oposição e intimidar ativistas.
Incidentes de corrupção associados à supressão da resistência incluem o infame "escândalo Koevoet" da década de 1980, no qual oficiais militares sul-africanos desviaram fundos destinados a projetos de desenvolvimento para financiar suas campanhas militares contra ativistas anti-apartheid. Na década de 1990, o partido SWAPO foi acusado de usar fundos públicos para financiar suas campanhas eleitorais e silenciar vozes da oposição. Nos últimos anos, houve alegações de corrupção e intimidação contra ativistas da oposição e jornalistas que denunciaram a corrupção governamental e abusos de direitos humanos.

### Desigualdade econômica
A corrupção na Namíbia associada à desigualdade econômica refere-se ao uso de práticas corruptas por aqueles no poder para perpetuar e agravar as disparidades econômicas, enriquecendo a si mesmos e seus aliados às custas da população em geral. Isso tem sido uma característica persistente da história da Namíbia, particularmente durante a era do apartheid e os primeiros anos de independência. Durante o apartheid, o governo sul-africano e seus agentes na Namíbia usaram a corrupção para consolidar a desigualdade econômica, enriquecendo as elites brancas enquanto empobreciam os namibianos negros. Isso incluía desvio de fundos destinados a projetos de desenvolvimento, concessão de contratos governamentais a empresas de propriedade de brancos e uso de recursos estatais para explorar os recursos naturais da Namíbia em benefício das elites da era do apartheid.
Após a independência em 1990, a corrupção continuou a perpetuar a desigualdade econômica, com o partido governante SWAPO sendo acusado de usar recursos estatais para enriquecer aliados e membros leais do partido. Isso incluía a concessão de contratos públicos a empresas ligadas ao partido, nomeação de aliados para cargos-chave em empresas estatais e uso de recursos públicos para financiar estilos de vida luxuosos para a elite.
Exemplos de indivíduos envolvidos em corrupção associada à desigualdade econômica incluem o ex-presidente Hifikepunye Pohamba, acusado de usar recursos estatais para se enriquecer e favorecer membros de seu grupo político. O ex-ministro das Minas e Energia, Isak Katali, esteve envolvido em um escândalo de corrupção relacionado à concessão de licenças de mineração a empresas ligadas a ele e a outros dirigentes do partido. O ex-CEO da Namibia Development Corporation, Kenneth Silver, foi acusado de desviar milhões de dólares de fundos públicos destinados a projetos de desenvolvimento.
Incidentes de corrupção associados à desigualdade econômica incluem o "escândalo Fishrot" de 2019, em que altos funcionários do governo foram acusados de aceitar subornos de empresas pesqueiras islandesas em troca de cotas de pesca. O "escândalo Esaugate" de 2020, no qual o ex-ministro da Pesca, Bernhard Esau, foi acusado de conceder de forma corrupta cotas de pesca a empresas ligadas a ele e a outros dirigentes do partido governante.

### Destruição cultural
Os colonizadores apagaram as culturas, línguas e tradições indígenas, impondo seus próprios valores e crenças. A corrupção na Namíbia associada à destruição cultural refere-se ao uso de práticas corruptas por aqueles no poder para enfraquecer e destruir o patrimônio e a identidade cultural do povo namibiano. Isso tem sido uma característica persistente da história da Namíbia, especialmente durante o período do apartheid e nos primeiros anos após a independência.
Durante o apartheid, o governo sul-africano e seus agentes na Namíbia usaram a corrupção para suprimir e apagar a identidade cultural namibiana, impondo a cultura africâner branca e seus valores à população. Isso incluiu a remoção forçada de povos indígenas de suas terras, a repressão de línguas e costumes tradicionais, e a destruição de artefatos culturais e sítios históricos. Após a independência, em 1990, a corrupção continuou a ameaçar o patrimônio cultural da Namíbia, com o partido governante SWAPO sendo acusado de usar recursos do Estado para promover uma versão restrita e partidária da cultura namibiana. Isso incluiu a apropriação de símbolos e práticas culturais tradicionais para ganho político, a supressão de vozes culturais dissidentes e o descaso e destruição de sítios do patrimônio cultural.
Indivíduos envolvidos em corrupção associada à destruição cultural incluem o ex-presidente Sam Nujoma, acusado de usar recursos do Estado para promover sua própria agenda cultural e política. O ex-ministro da Cultura, Kazenambo Kazenambo, foi implicado em um escândalo de corrupção envolvendo o uso indevido de verbas públicas destinadas à preservação cultural. A ex-diretora do Museu Nacional da Namíbia, Pauline Mbundu, foi acusada de vender de forma corrupta artefatos culturais a colecionadores particulares.
Incidentes de corrupção associados à destruição cultural incluem o polêmico monumento "Heroes' Acre", construído em 2002 para homenagear a luta pela independência da Namíbia. Críticos acusaram o governo de usar recursos estatais para promover uma versão partidária da história e apagar o patrimônio cultural de comunidades marginalizadas. A destruição do sítio cultural histórico "Omburu", em 2019, supostamente para dar lugar a um empreendimento turístico de luxo, gerou indignação entre ativistas culturais e líderes comunitários. Esses incidentes contribuíram para a erosão do patrimônio cultural da Namíbia, ameaçando a própria identidade e alma da nação.

## Era pós-independência (1990-presente)
A Namíbia conquistou a independência em 1990, mas a corrupção persistiu. O partido governante SWAPO foi acusado de favoritismo, nepotismo e desvio de verbas. Casos de corrupção de grande repercussão envolvem funcionários do governo, políticos e líderes empresariais.
O regime do presidente Sam Nujoma foi marcado por alegações de corrupção, nepotismo e desvio de verbas. O próprio Nujoma foi acusado de adquirir riqueza e propriedades de forma corrupta. Na década de 1990, o "escândalo Koevoet" envolveu altos funcionários do governo e policiais no desvio de fundos destinados a projetos de desenvolvimento. O ex-ministro do Interior, Jerry Ekandjo, foi implicado em um escândalo de corrupção envolvendo o uso indevido de verbas públicas. O "escândalo Esaugate", em 2020, implicou o ex-ministro das Pescas, Bernhard Esau, e o ex-CEO da Namibia Fishing Corporation, Mike Nghipunya, por concederem de forma corrupta cotas de pesca a empresas ligadas a eles e a outros membros do partido governante.
O ex-presidente Hifikepunye Pohamba foi acusado de enriquecer a si mesmo e a seus aliados por meio de acordos corruptos de terras e concessões de mineração. Seu filho, Kaupu Pohamba, foi implicado em um escândalo de corrupção envolvendo o uso indevido de verbas públicas.
O "escândalo Fishrot", em 2019, envolveu altos funcionários do governo, incluindo o ex-ministro da Justiça, Sacky Shanghala, e o ex-CEO do Centro de Investimentos da Namíbia, James Hatuikulipi, que aceitaram subornos de empresas pesqueiras islandesas em troca de cotas de pesca.

## Classificação internacional
No Índice de Percepção da Corrupção de 2024 da Transparência Internacional, a Namíbia obteve uma pontuação de 49 em uma escala de 0 ("altamente corrupto") a 100 ("muito íntegro"). Considerando a pontuação, a Namíbia ficou em 59º lugar entre os 180 países do índice, sendo que o país na primeira posição é percebido como tendo o setor público mais honesto. Para comparação com os resultados regionais, a média entre os países da África Subsaariana foi 33. A melhor pontuação na África Subsaariana foi 72 e a pior foi 8. Para comparação com os resultados mundiais, a melhor pontuação foi 90 (1º lugar), a média foi 43 e a pior foi 8 (180º lugar).

## Mídia, sociedade civil e resistência
A mídia, a sociedade civil e a resistência desempenharam um papel crucial na denúncia e no combate à corrupção na Namíbia. Elas foram fundamentais na revelação de escândalos de corrupção, com o jornalismo investigativo e veículos de mídia como The Namibian, Namibia Today e New Era reportando consistentemente casos de corrupção, mantendo o público informado e responsabilizando os que estão no poder.
Organizações da sociedade civil como o Fórum da Sociedade Civil da Namíbia, o Fórum das Organizações Não Governamentais da Namíbia e a Coalizão Anticorrupção da Namíbia têm atuado ativamente contra a corrupção, promovendo protestos públicos, petições e campanhas de conscientização, pressionando por responsabilização e transparência.
A resistência de denunciantes, ativistas e cidadãos comuns tem sido essencial, com indivíduos arriscando sua segurança pessoal e meios de subsistência para expor a corrupção e os abusos. Plataformas online e redes sociais amplificaram as vozes dos cidadãos, permitindo que compartilhassem suas experiências e exigissem responsabilização. Indivíduos e organizações notáveis incluem a jornalista e editora Gwen Lister, a líder da sociedade civil Pauline Mbundu, o denunciante Johannes Stefansson e o Fórum de Transparência e Prestação de Contas da Namíbia. Esses esforços contribuíram para o aumento da conscientização e do engajamento público sobre a corrupção, pressão sobre o governo para criar instituições e leis anticorrupção, investigações e processos de casos de grande repercussão, além de atenção e apoio internacional aos esforços da Namíbia contra a corrupção.

## Leis contra a lavagem de dinheiro
As leis contra a lavagem de dinheiro da Namíbia visam prevenir e combater a lavagem de dinheiro e o financiamento do terrorismo. O país implementou diversas leis e regulamentos, incluindo a Lei de Inteligência Financeira de 2012 (Financial Intelligence Act), a Lei de Prevenção do Crime Organizado de 2004 (Prevention of Organized Crime Act) e os Regulamentos de Prevenção à Lavagem de Dinheiro e Combate ao Financiamento do Terrorismo de 2019 (Anti-Money Laundering and Combating the Financing of Terrorism Regulations).
As agências de controle na Namíbia responsáveis por combater a corrupção e a lavagem de dinheiro incluem o Centro de Inteligência Financeira (Financial Intelligence Centre), a Comissão Anticorrupção (Anti-Corruption Commission), a Agência de Receita da Namíbia (Namibia Revenue Agency), a Força Policial da Namíbia (Namibia Police Force) e a Direção de Execução e Prevenção da Comissão Anticorrupção (Directorate of Enforcement and Prevention). Essas agências trabalham em conjunto para investigar transações suspeitas, congelar e apreender ativos ligados à lavagem de dinheiro e à corrupção, processar infratores e conduzir campanhas de conscientização pública.

## Mudança política
A mudança política na Namíbia levou ao estabelecimento da Comissão Anticorrupção (Anti-Corruption Commission) e do Centro de Inteligência Financeira (Financial Intelligence Centre), à promulgação dos Regulamentos de Prevenção à Lavagem de Dinheiro e Combate ao Financiamento do Terrorismo (Anti-Money Laundering and Combating the Financing of Terrorism Regulations), à ratificação de convenções internacionais contra a corrupção e a lavagem de dinheiro, e à implementação de medidas para aumentar a transparência e a responsabilidade no governo e nas instituições públicas.
Embora a Namíbia tenha feito progressos significativos no combate à corrupção e à lavagem de dinheiro, são necessários esforços contínuos para lidar com a natureza em constante evolução desses crimes.